# Boadella i les Escaules
Boadella i les Escaules är en kommun i Spanien.   Den ligger i provinsen Província de Girona och regionen Katalonien, i den östra delen av landet, 600 km öster om huvudstaden Madrid. Antalet invånare är 256. Arean är 10,8 kvadratkilometer. Boadella i les Escaules gränsar till Darnius, Biure, Pont de Molins, Llers och Terrades. 
Terrängen i Boadella i les Escaules är huvudsakligen platt, men västerut är den kuperad.